# Tapiraí (Minas Gerais)
Tapiraí es un municipio brasileño del estado de Minas Gerais. Se localiza a una latitud 19º53'16" sur y a una longitud 46º01'13" oeste, estando a una altitud de 673 metros. Su población estimada en 2004 era de 1.726 habitantes. Forma parte del circuito de la Canastra. El lugar más visitado es la cascada de las laranjeiras. La mayor riqueza del municipio es la agricultura, principalmente del café y la producción artesanal de queso.